# 森内俊雄
森内 俊雄（もりうち としお、1936年12月12日 - 2023年8月5日）は、日本の小説家・詩人・編集者。本名同じ。

## 来歴・人物
大阪府出身。大阪明星高等学校を経て、早稲田大学文学部露文科卒業。宮原昭夫、李恢成、大西寛、白取貞樹は大学の同級生。主婦と生活社、冬樹社で編集者となるが、1972年に退職。
在職中1969年「幼きものは驢馬に乗って」で文學界新人賞を受賞、芥川賞候補となる。以後、70年「＜傷＞」、71年「骨川に行く」、72年「春の往復」、73年「眉山」と、計五回芥川賞候補となる。のち精神を病んだ経験を描いた『氷河が来るまでに』を1990年に上梓、高い評価を受ける。

## 受賞歴
- 1969年 - 『幼き者は驢馬に乗って』で第29回文學界新人賞。
- 1973年 - 『翔ぶ影』で第1回泉鏡花文学賞。
- 1991年 - 『氷河が来るまでに』で第42回読売文学賞及び芸術選奨文部科学大臣賞。
- 2004年 - 「空にはメトロノーム」で第4回山本健吉文学賞（詩部門）

## 著作
【単行本】
- 『街・月光変奏曲』（1954 私家版）
- 『骨川に行く』（1971 新潮社）のち集英社文庫
- 『幼き者は驢馬に乗って』（1971 文藝春秋）のち角川文庫
- 『翔ぶ影』（1972 角川書店）のち文庫
- 『ノアの忘れもの』（1973 文藝春秋）
- 『マラナ・タ終篇』（1974 文藝春秋）
- 『此処すぎて』（1974 文藝春秋）
- 『石よみがえる日』（1975 講談社）
- 『羊水花』（1976 集英社）
- 『灰色の鳥』（1979 潮出版社）
- 『掌の地図』（1980 潮出版社）
- 『春の埋葬』（1980 書肆山田）
- 『微笑の町』（1980 集英社）
- 『朝までに』（1984 福武書店）
- 『骨の火』（1986 文藝春秋）
- 『黄経八十度』（1986 福武書店）
- 『風船ガムの少女』（1988 福武書店）
- 『氷河が来るまでに』（1990 河出書房新社）
- 『天の声』（1990 福武書店）
- 『桜桃』（1994 新潮社）
- 『谷川の水を求めて』（1994 河出書房新社）
- 『午後の坂道』（1995 講談社）
- 『晒し井』（1997 講談社）
- 『短篇歳時記』（1999　講談社）
- 『福音書を読む―イエスの生涯』（2001 日本基督教団出版局）のち聖母文庫
- 『真名仮名の記』（2001 講談社）
- 『十一月の少女』（2003 新潮社）
- 『空にはメトロノーム』（2003 書肆山田）
- 『梨の花咲く町で』（2011 新潮社）
- 『徒然草覚え書 明日の朝の光が射すまでに』フリープレス 2012
- 『道の向こうの道』新潮社、2017
- 『一日の光あるいは小石の影』アーツアンドクラフツ、2019年

【文庫】
- 『翔ぶ影』（1978 角川文庫）
- 『使者』（1978 角川文庫）
- 『幼き者は驢馬に乗って』（1980 角川文庫）
- 『夢のはじまり』 （1987 福武文庫）
- 『骨の火』（2004 講談社文芸文庫）